# 王鉴 (1917年)
王鉴（1917年6月—2018年8月13日），曾用名王作全、王增明，男，山东蓬莱人，中华人民共和国政治人物，曾任中共上海市委常委，上海市人民政府副市长，上海市人大常委会副主任。